# Costică Ștefănescu
Costică Ștefănescu (26. března 1951, Bukurešť – 20. srpna 2013, Bukurešť) byl rumunský fotbalista a trenér.
Hrál na postu obránce, hlavně za Universitateu Craiova. Byl na ME 1984.

## Hráčská kariéra
Costică Ștefănescu hrál na postu obránce za Steauu Bukurešť, Universitateu Craiova a Brașov.
Za Rumunsko hrál 66 zápasů. Byl na ME 1984.

## Trenérská kariéra
Trénoval SR Brașov, Steauu Bukurešť, katarský Al Wakrah, FC Selena Bacau, Astra Ploieşti, CSM Şcolar Reşiţa, saúdskoarabský Najran SC a kuvajtský Al Tadamun.

## Úspěchy

### Hráč
Steaua Bukurešť
- Rumunský pohár (2): 1969–70, 1970–71

Universitatea Craiova
- Rumunská liga (3): 1973–74, 1979–80, 1980–81
- Rumunský pohár (4): 1976–77, 1977–78, 1980–81, 1982–83

### Trenér
Al-Jaish
- Syrský pohár (1): 2004
- Pohár AFC (1): 2004